# 波紋龍蝦
波紋龍蝦（学名：Panulirus homarus），在香港俗稱作「青龍」，是龙虾科龙虾属的一种动物。波纹龙虾是群聚的夜行性海中生物，它们白天大都躲藏匿珊瑚礁或岩礁的缝隙洞穴里；到了晚上，才三五成群地爬出来找吃的，主要的食物是贝类和海底小生物，偶尔也会吃些藻类食物。分布于印度-西太平洋海域，自非洲东岸至日本、澳洲、马克萨斯群岛。台湾沿岸均有产。香港有漁場人工養殖波紋龍蝦。